# Titularbistum Masuccaba
Masuccaba ist ein Titularbistum der römisch-katholischen Kirche.
Es geht zurück auf einen untergegangenen Bischofssitz in der gleichnamigen antiken Stadt antike Stadt in der römischen Provinz Mauretania Caesariensis im Norden von Algerien.
| Titularbischöfe von Masuccaba |                                  |                                                                 |                   |                   |
| Nr.                           | Name                             | Amt                                                             | von               | bis               |
| 1                             | Urban John Vehr                  | emeritierter Erzbischof von Denver (USA)                        | 18. Februar 1967  | 31. Dezember 1970 |
| 2                             | René Henry Gracida               | Weihbischof in Pensacola-Tallahassee (USA)                      | 6. Dezember 1971  | 1. Oktober 1975   |
| 3                             | Giovanni Bernardo Gremoli OFMCap | Apostolischer Vikar des Apostolischen Vikariats Arabien (Jemen) | 2. Oktober 1975   | 6. Juli 2017      |
| 4                             | Tony Neelankavil                 | Weihbischof Trichur (Indien)                                    | 1. September 2017 |                   |